# Lycaugesia fimbrialis
Lycaugesia fimbrialis là một loài bướm đêm trong họ Noctuidae.